# Asti (California)
Asti è un'area non incorporata nella Contea di Sonoma in California (Stati Uniti). È situata vicino alla U.S. Route 101 tra Cloverdale ed Healdsburg.
Ubicata nell'AVA Alexander Valley, Asti è il nome dell'industria vinicola Asti. Negli anni cinquanta questa industria vinicola era la seconda località della California più visitata dopo Disneyland.
Asti fu fondata da immigrati italiani e svizzeri verso la fine del XIX secolo.

## Clima
Questa area ha estati temperate e secche, con temperature medie mensili non superiori a 22 °C. Secondo il sistema di classificazione climatica di Köppen, Asti ha un clima mediterraneo estivo caldo, abbreviato "Csb" sulle mappe climatiche.

## Altri progetti

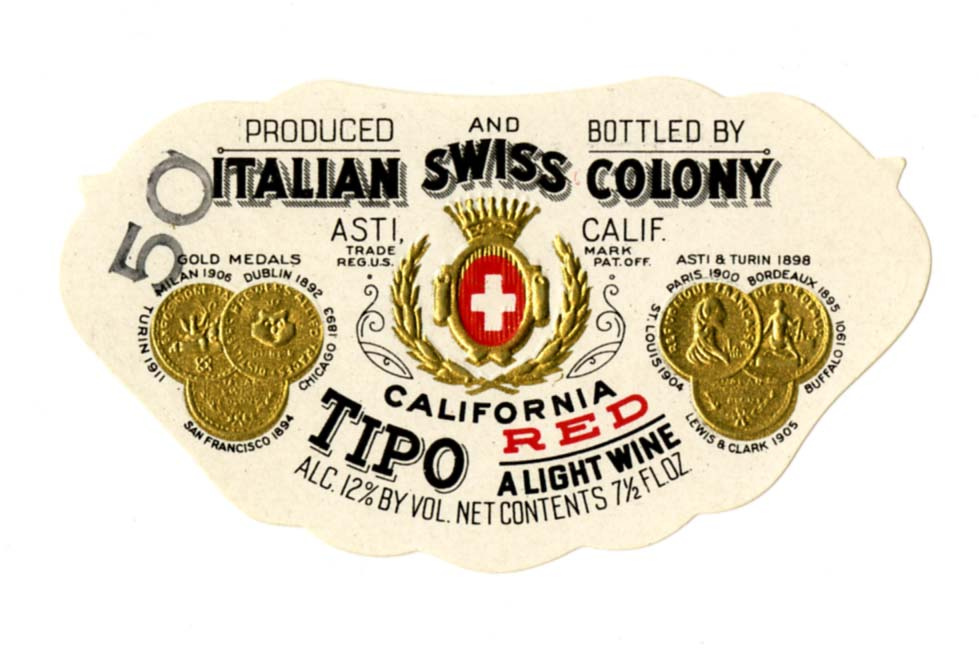
Vecchia etichetta di vino rosso prodotto ad Asti.